# Équipe de Chypre de football
Cet article traite de l'équipe masculine. Pour l'équipe féminine, voir Équipe de Chypre féminine de football.
Maillots
L'équipe de Chypre de football est constituée par une sélection des meilleurs joueurs chypriotes sous l'égide de la Fédération chypriote de football.

## Histoire

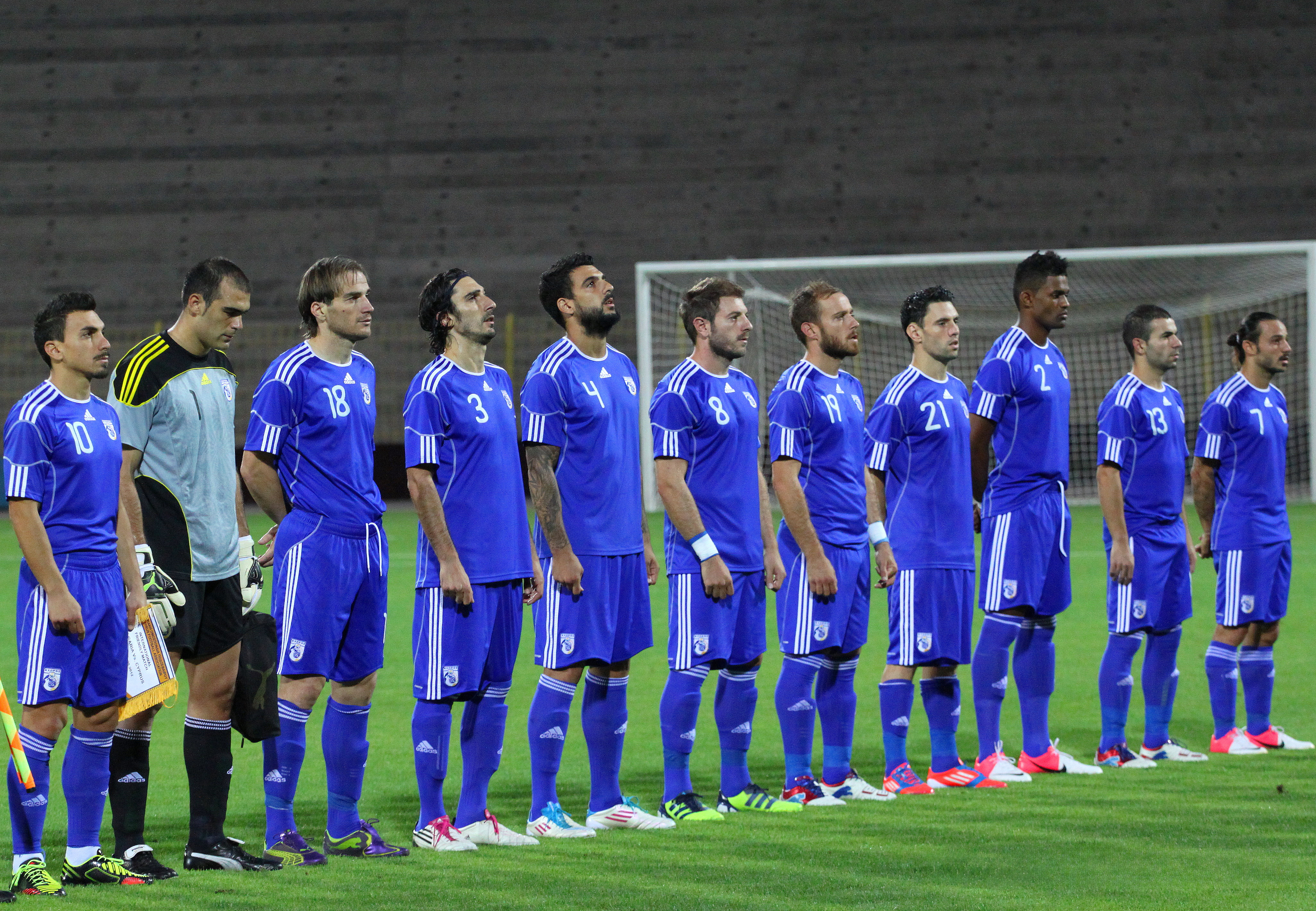
L'Équipe de Chypre le 15 août 2012 à Sofia

L'équipe de Chypre ne s'est jamais qualifiée pour une phase finale d'une compétition majeure de football. Cependant, elle a souvent démontré de belles choses contre de grandes équipes, notamment contre l'équipe de France. Lors des éliminatoires de la Coupe du monde de football 1990, elle a fait match nul 1-1 contre cette dernière, provoquant le limogeage de Henri Michel, le sélectionneur français. On peut également ajouter le match nul 1-1 obtenu le 12 février 1983 contre l'Italie championne du monde en titre au cours des éliminatoires de l'Euro 1984 ainsi que la victoire 3-2 contre l'Espagne le 5 septembre 1998 lors des éliminatoires de l'Euro 2000. 
Le 7 septembre 2002, lors de son premier match des éliminatoires de l'Euro 2004, elle a mené contre les tricolores pendant près de 25 minutes grâce à Ioánnis Okkás avant d'être rejointe au score puis battue grâce à des buts de Sylvain Wiltord et de Djibril Cissé. Lors des éliminatoires de l'Euro 2008, l'équipe de Chypre a écrasé à domicile l'Eire par 5 à 2 et toujours à domicile, battu le Pays de Galles (3-1) et accroché l'Allemagne (1-1). Le 3 septembre 2010, lors des éliminatoires de l'Euro 2012, l'équipe chypriote crée la surprise en faisant un match nul 4-4, contre le Portugal à Guimarães, au terme d'une rencontre à rebondissements. Lors des éliminatoires de la Coupe du monde 2014, Chypre a surpris à domicile l'Islande (1-0), nation montante du football européen et futur quart de finaliste de l'Euro 2016. Pendant les éliminatoires de l'Euro 2016, elle remporte à l'extérieur à la surprise générale, le match Bosnie-Herzégovine/Chypre 1-2 alors que la Bosnie avait disputé la Coupe du monde 2014 ; elle s'impose aussi en Israël sur le même score. Lors des éliminatoires de la Coupe du monde 2018, elle bat à domicile la Bosnie-Herzégovine sur le score de 3-2. Lors des éliminatoires de la Coupe du monde 2022, elle bat à domicile la Slovénie (1-0) et accroche à domicile la Slovaquie (0-0). En Ligue des nations, elle bat à domicile la Slovénie (2-1) et tient le même adversaire en échec à l'extérieur (1-1) lors de l'édition 2018-2019 ; tandis que lors de l'édition 2022-2023, elle tient en échec à 2 reprises l'Irlande du Nord (0-0 à domicile à l'aller, 2-2 à l'extérieur au retour après avoir mené 2-0) et s'offre à domicile la Grèce, leader du groupe et promue en Ligue B (1-0).

## Palmarès

### Parcours enCoupe du monde
| Année | Position      |      | Année         | Position |                       | Année | Position |
| 1930  | Non inscrite  | 1974 | Non qualifiée | 2010     | Non qualifiée         |       |          |
| 1934  | Non inscrite  | 1978 | Non qualifiée | 2014     | Non qualifiée         |       |          |
| 1938  | Non inscrite  | 1982 | Non qualifiée | 2018     | Non qualifiée         |       |          |
| 1950  | Non inscrite  | 1986 | Non qualifiée | 2022     | Non qualifiée         |       |          |
| 1954  | Non inscrite  | 1990 | Non qualifiée | 2026     | Éliminatoire en cours |       |          |
| 1958  | Non inscrite  | 1994 | Non qualifiée | 2030     | À venir               |       |          |
| 1962  | Non qualifiée | 1998 | Non qualifiée | 2034     | À venir               |       |          |
| 1966  | Non qualifiée | 2002 | Non qualifiée |          |                       |       |          |
| 1970  | Non qualifiée | 2006 | Non qualifiée |          |                       |       |          |

### Parcours enChampionnat d'Europe
| Année | Position      |      | Année         | Position |               | Année | Position |
| 1960  | Non inscrite  | 1988 | Non qualifiée | 2016     | Non qualifiée |       |          |
| 1964  | Non inscrite  | 1992 | Non qualifiée | 2020     | Non qualifiée |       |          |
| 1968  | Non qualifiée | 1996 | Non qualifiée | 2024     | Non qualifiée |       |          |
| 1972  | Non qualifiée | 2000 | Non qualifiée | 2028     | À venir       |       |          |
| 1976  | Non qualifiée | 2004 | Non qualifiée | 2032     | À venir       |       |          |
| 1980  | Non qualifiée | 2008 | Non qualifiée |          |               |       |          |
| 1984  | Non qualifiée | 2012 | Non qualifiée |          |               |       |          |

### Parcours enLigue des nations de l'UEFA
| Édition   | Ligue | Phase de Groupe | Phase de Groupe | Phase de Groupe | Phase de Groupe | Phase de Groupe | Phase de Groupe | Phase de Groupe | Phase finale | Phase finale | Phase finale | Phase finale | Phase finale | Phase finale | Phase finale | Phase finale |
| Édition   | Ligue | Class.          | M               | V               | N               | D               | bp              | bc              | Pays hôte    | Résultat     | M            | V            | N            | D            | bp           | bc           |
| --------- | ----- | --------------- | --------------- | --------------- | --------------- | --------------- | --------------- | --------------- | ------------ | ------------ | ------------ | ------------ | ------------ | ------------ | ------------ | ------------ |
| 2018-2019 | C     | 3/4             | 6               | 1               | 2               | 3               | 5               | 9               | 2019         | Inéligible   | Inéligible   | Inéligible   | Inéligible   | Inéligible   | Inéligible   | Inéligible   |
| 2020-2021 | C     | 4/4             | 6               | 1               | 1               | 4               | 2               | 10              | 2021         | Inéligible   | Inéligible   | Inéligible   | Inéligible   | Inéligible   | Inéligible   | Inéligible   |
| 2022-2023 | C     | 4/4             | 6               | 1               | 2               | 3               | 4               | 12              | 2023         | Inéligible   | Inéligible   | Inéligible   | Inéligible   | Inéligible   | Inéligible   | Inéligible   |
| 2024-2025 | C     | 3/4             | 6               | 2               | 0               | 4               | 4               | 15              | 2025         | Inéligible   | Inéligible   | Inéligible   | Inéligible   | Inéligible   | Inéligible   | Inéligible   |
| Total     | Total | Total           | 24              | 5               | 5               | 14              | 15              | 46              | Total        | Total        | 0            | 0            | 0            | 0            | 0            | 0            |

### Classement FIFA
| Année              | 1993 | 1994 | 1995 | 1996 | 1997 | 1998 | 1999 | 2000 | 2001 | 2002 | 2003 | 2004 | 2005 | 2006 | 2007 | 2008 | 2009 | 2010 | 2011 | 2012 | 2013 | 2014 | 2015 | 2016 | 2017 | 2018 | 2019 | 2020 | 2021 | 2022 | 2023 | 2024 |
| ------------------ | ---- | ---- | ---- | ---- | ---- | ---- | ---- | ---- | ---- | ---- | ---- | ---- | ---- | ---- | ---- | ---- | ---- | ---- | ---- | ---- | ---- | ---- | ---- | ---- | ---- | ---- | ---- | ---- | ---- | ---- | ---- | ---- |
| Classement mondial | 72   | 67   | 73   | 78   | 82   | 78   | 63   | 62   | 79   | 80   | 97   | 108  | 96   | 73   | 66   | 94   | 68   | 91   | 127  | 132  | 126  | 87   | 79   | 115  | 91   | 86   | 95   | 100  | 105  | 110  | 125  | 130  |

## Principaux joueurs
- Mários Agathokléous (38 sélections / 9 buts)[5]
- Efstáthios Alonéftis (36 sélections / 7 buts)
- Konstantínos Charalambídis (49 sélections / 11 buts)
- Mários Christodoúlou (38 sélections / 3 buts)
- Giánnos Ioánnou (43 sélections / 6 buts)
- Sotíris Kaiáfas (18 sélections / 6 buts)
- Michális Konstantínou (73 sélections / 28 buts)
- Ioánnis Okkás (103 sélections / 27 buts)
- Níkos Panayiótou (74 sélections)
- Níkos Pantziariás (46 sélections / 1 but)
- Pámbos Píttas (82 sélections / 7 buts)
- Giórgos Theodótou (70 sélections)

## Sélectionneurs
Partiellement mis à jour le 17 juin 2025.
| Sélectionneur             | Période   | Matchs | Gagnés | Nuls | Perdus | Gagnés % |
| ------------------------- | --------- | ------ | ------ | ---- | ------ | -------- |
| Argýris Gavalás           | 1960-1967 | 12     | 1      | 1    | 10     | 8,33     |
| Pámbos Avraamídis         | 1968-1969 | 8      | 1      | 0    | 7      | 12,5     |
| Ray Wood                  | 1970-1971 | 7      | 0      | 1    | 6      | 0        |
| Sima Milovanov            | 1972      | 2      | 0      | 0    | 2      | 0        |
| Pámbos Avraamídis         | 1972-1975 | 15     | 2      | 0    | 13     | 13,33    |
| Kóstas Talianós           | 1976      | 1      | 0      | 0    | 1      | 0        |
| Paníkos Krýstallis        | 1976-1977 | 5      | 0      | 0    | 5      | 0        |
| Andréas Lazarídis         | 1977-1978 | 2      | 0      | 0    | 2      | 0        |
| Kóstas Talianós           | 1978-1982 | 19     | 1      | 3    | 15     | 5,26     |
| Vasil Spasov              | 1982-1984 | 11     | 0      | 4    | 7      | 0        |
| Paníkos Iakóvou           | 1984-1987 | 15     | 1      | 3    | 11     | 6,67     |
| Tákis Haralámbous         | 1987      | 3      | 0      | 0    | 3      | 0        |
| Paníkos Iakóvou           | 1988-1991 | 15     | 0      | 4    | 11     | 0        |
| Andréas Michaelídes       | 1991-1996 | 51     | 11     | 12   | 28     | 21,56    |
| Stávros Papadópoulos      | 1997      | 7      | 2      | 1    | 4      | 28,57    |
| Paníkos Georgíou          | 1997-1999 | 15     | 8      | 2    | 5      | 53,33    |
| Stávros Papadópoulos      | 1999-2001 | 18     | 7      | 3    | 8      | 38,89    |
| Tákis Haralámbous         | 2001      | 4      | 1      | 1    | 2      | 25       |
| Momčilo Vukotić           | 2002-2004 | 25     | 5      | 6    | 14     | 20       |
| Ángelos Anastasiádis      | 2005-2011 | 56     | 16     | 12   | 28     | 28,57    |
| Níkos Nióplias            | 2011-2013 | 18     | 2      | 2    | 14     | 11,11    |
| Charalambos Christodoulou | 2014-2015 | 13     | ?      | ?    | ?      | ?        |
| Christakis Christoforou   | 2015-2017 | 10     | ?      | ?    | ?      | ?        |
| Ram Ben-Shimon            | 2017-2020 | 23     | ?      | ?    | ?      | ?        |
| Johan Walem               | 2020-2021 | 8      | ?      | ?    | ?      | ?        |
| Nikos Kostenoglou         | 2021-2022 | ?      | ?      | ?    | ?      | ?        |
| Temuri Ketsbaia           | 2022-2024 | ?      | ?      | ?    | ?      | ?        |
| Sofronis Avgousti         | 2024      | 4      | 1      | 0    | 3      | 25       |
| Akis Mantzios             | 2025-     | 4      | 1      | 1    | 2      | 25       |